# Campeaux (Oise)
Campeaux è un comune francese di 538 abitanti situato nel dipartimento dell'Oise della regione dell'Alta Francia.

## Società

### Evoluzione demografica
Abitanti censiti